# Fyra barn i Biskra
Fyra barn i Biskra – sagor och verklighetsskildringar är en läsebok för barn med texter av Anna Maria Roos och illustrationer av Hedvig Björkman, Ellen Jolin och Gunhild Facks. Den första utgåvan publicerades 1909 av Folkskolans barntidning. Boken anmäldes i tidningen Dagny med följande ord: 
"Anna Maria Roos' vackra berättarkonst är ju väl känd; och i den nu utkomna boken återfinnas flera af hennes förut publicerade sagor inflikade i berättelsen om fyra svenska barns årslånga uppehåll i Biskra."
I boken ingår, i kapitlet "Ute i öknen", den första versionen av texten till sångleken Tre små gummor.